# Arzneimitteltherapiesicherheit
Arzneimitteltherapiesicherheit (Abkürzung AMTS) bedeutet die sichere Anwendung von Arzneimitteln über die reinen Anwendungs- bzw. Einnahmeanweisungen hinaus, unter zusätzlicher Berücksichtigung der korrekten Verordnung, deren korrekter Umsetzung und unter Einbeziehung der Therapietreue. Dabei wird eine optimale Organisation des Medikationsprozesses mit dem Ziel angestrebt, auf Medikationsfehlern beruhende unerwünschte Arzneimittelereignisse zu vermeiden und damit Risiken bei der Therapie zu minimieren. AMTS sollte laut Bundesministerium für Gesundheit „ein integraler Bestandteil der Medizin und Pharmazie sein“.

## Bedeutung
Eine ungenügend kontrollierte Arzneimitteltherapie führt zu vermeidbaren Erkrankungsrisiken. Sie gehen auf Medikationsfehler zurück, welche oft vermeidbar wären. Medikationsfehler sowie daraus resultierende vermeidbare unerwünschte Arzneimittelereignisse treten tatsächlich häufig auf. Eine Studie von 2003 geht für Deutschland von etwa 28 000 diesbezüglicher vermeidbarer Todesfälle aus. Besonders häufig treten Fehler bei der Medikationsverordnung auf, gefolgt von Fehlern bei der Anwendung bzw. Einnahme. Nach Schätzungen der WHO sind in Industriestaaten bis zu 10 % aller Krankenhausaufnahmen auf unerwünschte Arzneimittelereignisse zurückzuführen.
Die Weltgesundheitsorganisation (WHO) betont in ihrem Bericht „Research on Patient Safety“ die Notwendigkeit zu diesbezüglicher Forschung und Intervention. Für Deutschland bündelt das Bundesministerium für Gesundheit in seinem Aktionsplan zur Verbesserung der AMTS die diesbezüglichen Maßnahmen.
Das Bundesinstitut für Arzneimittel und Medizinprodukte (BfArM) startete im November 2014 die Studie: „Medikationsfehler als Ursache für  Krankenhauseinweisungen“. Nach Schätzungen gibt es in Deutschland pro Jahr 500.000 Krankenhaus-Notaufnahmen durch vermeidbare Medikationsfehler.
Jährlich werden deutschlandweit 1,4 Milliarden Arzneimittel abgegeben, von denen mehr als 600 Millionen verschreibungsfrei, aber apothekenpflichtig sind. Vielfach haben Patienten mehr als einen verordnenden Arzt. In allen Fällen gehen aber ihre Arzneimittel durch die Hände eines Apothekers und seines pharmazeutischen Personals, bevor sie beim Patienten bzw. Verbraucher ankommen. Deutschlands Apotheken haben im Jahr rund eine Milliarde Patientenkontakte.

## Einsatz von Informationstechnologie
Derzeit wird verstärkt der Einsatz von Informationstechnologie als ein Ansatz zur Verbesserung der AMTS diskutiert. So können z. B. elektronische Verordnungssysteme mittels entscheidungsunterstützender Funktionen auf Fehldosierungen oder Doppelverordnungen hinweisen, automatische Dispensiersysteme stellen die verordnete Medikation korrekt zusammen, mobile Anwendungen erinnern den Patienten an die Einnahme, und Critical Incident Reporting-Systeme ermöglichen die Meldung von Medikationsfehlern.
Beispiele für Informationstechnologien zur Unterstützung des Medikationsprozesses und zur Reduktion von Medikationsfehlern und damit Verbesserung der Arzneimitteltherapiesicherheit sind:
- Elektronische Arzneimitteldatenbanken[9]
- Elektronische Verordnungssysteme (Computerized Physician Order Entry, kurz „CPOE“) mit einer elektronischen Überprüfung der Verordnung,[9][10][11][12] sogenannte „CPOE-CDS“. Als „CDS“ („clinical decision support“) werden computerbasierte Unterstützungsmöglichkeiten für den Arzt bezeichnet, z. B. Warnungen, Eingabeaufforderungen und Anweisungen bzgl. der Arzneistoffauswahl, der Dosierung, Interaktionen und Arzneistoffallergien.[13]
- Elektronische sektorenübergreifende Übersicht über die Medikationshistorie eines Patienten[9]
- Automatische Dispensier- und Kommissioniersysteme[9] zur patientenindividuellen Arzneimittelverblisterung
- Patientenportale zur Einsicht in Verordnungen und zur Dokumentation der Einnahmen[9]
- Elektronische Meldesysteme für unerwünschte Arzneimittelwirkungen als Teil der Pharmakovigilanz[9]
- Intelligente Infusionspumpen[11]
- Medikationsplan